# Rhoicosphenia
Rhoicosphenia ist eine Gattung der Kieselalgen (Bacillariophyta) mit etwa 7 Arten, von denen eine in Süßwasser vorkommt, die anderen in Meerwasser.

## Merkmale
Die Vertreter sitzen an kurzen, nicht verzweigten bis längerer, verzweigte Gallertstielen am Untergrund fest. Die Zellen haben die für Kieselalgen typische Schale aus zwei Theken. Die Schale ist in Seitenansicht gebogen trapezförmig, in Schalenansicht ist sie länglich oval. Die vom Gallertstiel wegweisende Seite der Zelle ist breiter. Nur eine Schale besitzt eine Raphe. Der Zellkern sitzt in der Zellmitte. Es gibt einen H-förmigen Plastiden, seine Lappen stehen an den Seitenwänden. Er besitzt ein kleines Pyrenoid. 
Die Zelllänge reicht von 10 bis 70 Mikrometer.
Die ungeschlechtliche Fortpflanzung erfolgt durch die typische Zweiteilung der Kieselalgen. Geschlechtliche Fortpflanzung erfolgt durch Isogamie, wobei pro Zelle zwei Gameten, selten nur einer, gebildet werden. Im Anschluss erfolgt während der Auxosporenbildung die Zellvergrößerung.

## Vorkommen
Rhoicosphenia lebt vorwiegend auf festem Substrat, auf Wasserpflanzen und Fadenalgen. Sie kommen in fließenden und stehenden Gewässern vor.

## Belege
- Karl-Heinz Linne von Berg, Michael Melkonian u. a.: Der Kosmos-Algenführer. Die wichtigsten Süßwasseralgen im Mikroskop. Kosmos, Stuttgart 2004, ISBN 3-440-09719-6, S. 228.